# Torneo de Doha 2015
El Qatar ExxonMobil Open fue un evento de tenis de la serie 250, se disputó en Doha, Catar en el Khalifa International Tennis Complex desde el 5 de enero hasta el 11 de enero.

## Cabeza de serie

### Individual masculino
| Tenista               | Ranking | Preclasificada |
| Novak Djokovic        | 1       | 1              |
| Rafael Nadal          | 3       | 2              |
| Tomáš Berdych         | 7       | 3              |
| David Ferrer          | 10      | 4              |
| Philipp Kohlschreiber | 24      | 5              |
| Richard Gasquet       | 26      | 6              |
| Ivo Karlović          | 27      | 7              |
| Leonardo Mayer        | 28      | 8              |

- Ranking del 29 de diciembre de 2014

### Dobles masculino
| Tenista                             | Ranking | Preclasificada |
| Bruno Soares Alexander Peya         | 20      | 1              |
| Aisam-ul-Haq Qureshi Nenad Zimonjić | 37      | 2              |
| Juan Sebastián Cabal Robert Farah   | 45      | 3              |
| Ivan Dodig Max Mirnyi               | 59      | 4              |

## Campeones

### Individuales masculinos
David Ferrer venció a  Tomáš Berdych por 6-4, 7-5

### Dobles masculinos
Juan Mónaco /  Rafael Nadal vencieron a  Julian Knowle /  Philipp Oswald por 6-3, 6-4 